# Eddie Thomson
Eddie Thomson (25. februar 1947 - 21. februar 2003) var en skotsk fodboldspiller og træner.
Han har spillet for flere forskellige klubber i sin karriere, herunder Heart of Midlothian og Aberdeen.
Han har tidligere trænet Australiens fodboldlandshold og Sanfrecce Hiroshima.